# Serrat de Carrasquers
El Serrat de Carrasquers és una muntanya de 1.430 metres que es troba al municipi de Coll de Nargó, a la comarca de l'Alt Urgell.
Al cim podem trobar-hi un vèrtex geodèsic (referència 266090001).
Aquest cim està inclòs al llistat dels 100 cims de la FEEC